# Bakumatsu
Es denomina bakumatsu (幕末) al lapse que comprèn els darrers anys del període Edo, corresponents a la fi del shogunat Tokugawa de la història del Japó. Aquesta etapa està delimitada pels grans esdeveniments que van tenir lloc entre els anys 1853 i 1867, quan el Japó va acabar la seva política d'aïllament coneguda com a sakoku, i es va produir la transició del feudalisme sota el comandament de la figura del shogun, començant el període Meiji.
La major divisió politicoideològica durant aquest període va ser entre els Ishin Shishi, un incipient nacionalisme antioccidental que va créixer entre els Tozama-dàimios («senyors externs») i el govern del shogun, incloent-hi el cos d'elit Shinsengumi, que es va produir després de l'arribada del Comodor Matthew Perry a costes japoneses.
Finalment, els clans Satsuma i Chōshū es rebel·larien contra el règim Tokugawa, que tot i comptant amb nombroses forces, va veure com un nombre creixent dels seus antics vassalls s'unien a la revolta.
El punt decisiu del bakumatsu va ser la guerra Boshin i la batalla de Toba-Fushimi, quan les forces del shogun van ser finalment derrotades pels partidaris de l'emperador.